# Marty Ehrlich
Marty Ehrlich (31 de mayo de 1955, St. Paul, Minnesota) es un compositor, saxofonista, clarinetista, y flautista estadounidense de jazz contemporáneo.

## Historial
Buena parte de su juventud la vivió en St. Louis, en cuya universidad entró en contacto con el influyente Black Artists' Group (BAG, 1968–72) que se había creado en la línea de la AACM de Chicago. Marty fue conocido en esta época como "Rodney Reed", por algunos de sus contemporáneos.
Después, durante sus estudios en el New England Conservatory, Ehrlich una relación particularmente cercana con el pianista Jaki Byard. Durante estos años de formación, Ehrlich estuvo influenciado por los posicionamientos artísticos y culturales del arte afroamericano y tuvo como mentores a Julius Hemphill y Oliver Lake.  Asociado también con la "Radical Jewish Culture" y su icono John Zorn, Ehrlich ha desarrollado su trabajo como un músico inclasificable dentro de un único género. 
A partir de 1978, se traslada a Nueva York, y participa como miembro, o incluso liderándolas, en diversas bandas consolidadas, así como actúa como solista en diversas big bands. Pero su más importante obra, The Long View, fue desarrollada durante su estancia en Harvard. Esta composición (arreglada para una gran banda de cuerdas y metales) está inspirada en las pinturas abstractas de Oliver Jackson, y ha sido comparada con las grandes obras de Mingus y Ellington" (Boston Phoenix).
Ehrlich suele trabajar actualmente en formato dúo con la pianista Myra Melford, y en trío con Mark Dresser (contrabajo) y Andrew Cyrille (batería).

## Discografía

### Como líder
- The Welcome con Anthony Cox, 1984.
- Pliant Pliant con Stan Strickland, Anthony Cox y Bobby Previte, 1996.
- The Traveller's Tale con Stan Strickland, Lindsey Horner y Bobby Previte, 1990.
- Side by Side con Frank Lacy, Wayne Horvitz, Anthony Cox y Andrew Cyrille, 1991.
- Emergency Peace con Abdul Wadud, Muhal Richard Abrams y Lindsey Horner, 1991.
- Can You Hear a Motion? con Stan Strickland, Michael Formanek y Bobby Previte, 1994.
- Just Before the Dawn con Vincent Chancey, Erik Friedlander, Mark Helias y Don Alias, 1995.
- New York Child con Stan Strickland, Michael Cain, Michael Formanek y Bill Stewart, 1996.
- Life Woods con Erik Friedlander y Mark Helias, 1997.
- Sojourn con Erik Friedlander, Mark Helias y Marc Ribot, 1999.
- Malinke's Dance con Tony Malaby, Jerome Harris y Bobby Previte, 2000.
- Song con Uri Caine, Michael Formanek, Billy Drummond y Ray Anderson, 2001.
- Line on Love con Craig Taborn, Michael Formanek y Billy Drummond, 2003.
- News On The Rail con Howard Johnson, James Zollar, James Weidman, Greg Cohen y Allison Miller, 2005.
- Things Have Got To Change con James Zollar, Erik Friedlander y Pheeroan akLaff, 2009.
- Fables con Hankus Netsky, 2010.
- Frog Leg Logic con James Zollar, Hank Roberts y Michael Sarin, 2011.
- A Trumpet In The Morning con el Marty Ehrlich Large Ensemble, 2013.
- Trio Exaltation con John Hebert y Nasheet Waits, 2018.